# 慎县 (汉朝)
慎县，中国古代的县。
秦末汉初，于古慎国都慎邑旧地置慎县，治今安徽省阜阳市颍上县江口镇，属汝南郡。新莽改称慎治。东汉复名。魏景初二年（238年）划属汝阴郡。晋怀帝时期后赵夺慎县。东晋永和五年（349年）收复，仍属豫州汝阴郡。刘宋永初三年（422年），于逡遒县旧地侨置慎县，于慎地侨置楼烦县。